# Salvia xeropapillosa
Salvia xeropapillosa es una planta herbácea de la familia de las lamiáceas, que se ha encontrado en zonas áridas y frías, de las montañas del departamento de Boyacá, en la cordillera oriental de los Andes de Colombia.

## Descripción
Mide entre 0,5 y 0,8 m de altura, es subleñosa en la base. El tallo está cubierto de pelos largos blancos ondulados y de glándulas sésiles oscuras. Las hojas son triangulares, de 3,5 por 4 por 3 cm, cubiertas de pelos y papilas sésiles, tanto por el haz como por el envés. Pecíolo de menos de 0,5 cm. Indumento largo y recurvado en el eje. Inflorescencia terminal de 25 a 40 cm, presenta brácteas anchamente lanceoladas, acuminadas, de 3 a 4 por 2 a 3 mm; corola de 13 a 14 mm de longitud y flores rojas.

## Taxonomía
Salvia xeropapillosa fue descrita por José Luis Fernández Alonso y publicado en Revista de la Academia Colombiana de Ciencias Exactas, Físicas y Naturales 19(74): 471, f. 1a–h. 1995.
Etimología
Ver: Salvia